# 布魯諾·富拉圖斯
布魯諾·富拉圖斯（葡萄牙語：Bruno Fratus；1989年6月30日—）是一位巴西游泳運動員。他在2012年倫敦奧運會50米自由泳的比賽上獲得了第四名。他也參加過泛太平洋游泳錦標賽等賽事。